# سعید بیات‌مطلق
سعید بیات مطلق (متولد ۱۷ مارس ۱۹۸۶) یک بازیکن فوتبال اهل ایران است.
از باشگاه‌هایی که در آن بازی کرده‌است، باشگاه فوتبال استقلال تهران، پاس همدان، گسترش فولاد تبریز، شاهین بوشهر، یزد لوله و صبای قم اشاره کرد.

## پست
هافبک